# IFOCAP
L'Ifocap (Institut de formation des cadres paysans) est une Association loi de 1901, organisme de formation pour les agriculteurs ayant des responsabilités professionnelles dans les organisations professionnelles agricoles (OPA) au niveau local, régional et national (Chambres d’agriculture, coopératives, syndicats, Mutualité Sociale Agricole, etc.)
L'organisme est créé en 1959 à l’initiative de jeunes responsables agricoles. Il est agréé par le Ministère de l’Agriculture au titre de la promotion collective et par le Ministère du Travail, de l'Emploi, de la Formation professionnelle et du Dialogue social au titre de la formation professionnelle continue.

## Contexte de création de l’Institut
L’Institut est né en 1959 à l’initiative de jeunes agriculteurs accédant aux responsabilités professionnelles, principalement issus de la Jeunesse agricole catholique (JAC), un mouvement qui depuis la fin des années 1920 aide et forme les jeunes ruraux à élaborer une réflexion collective sur leurs conditions de vie. Parmi les fondateurs de l’Ifocap Michel Debatisse, figure majeure du syndicalisme paysan de la deuxième moitié du XXe siècle.
« Michel Debatisse ne fut pas seul à l’origine de l’Ifocap. […] L’idée était dans sa tête, comme dans celle de beaucoup d’autres responsables paysans. Y compris dans celle d’Eugène Forget […].[…] Une réunion entérinera [la] création [de l’Ifocap] […]. Il y a là les anciens jacistes, Michel Debatisse, Lucien Douroux, Marcel Faure, Jacques Blois, avec René Rémond, Michel Cépède, professeur de l’Institut agronomique, Eugène Forget bien sûr et quelques autres.»
Dans un contexte de modernisation de l’agriculture et de professionnalisation des agriculteurs et des responsables agricoles, ces derniers souhaitent s’armer intellectuellement pour assumer leurs responsabilités (dialogue avec les pouvoirs publics, administration de coopératives, construction européenne et mise en place de la Politique agricole commune (PAC), etc.
« [Le] mouvement paysan […], après la deuxième  guerre mondiale, a fait naître chez certains  d'entre  nous,  jeunes  pour  la  plupart, appuyés  par quelques aînés, le sentiment de notre dignité, le désir de nous faire reconnaître en brisant l'isolement  séculaire du monde agricole...  L'agriculture, un monde en marge, devenait un monde en marche. Les hommes étaient-ils préparés à cette mutation ? La plupart de ceux qui militaient accédaient aux responsabilités, étaient des petits paysans, démunis de ressources et de savoir, ayant pour tout viatique les quelques années passées à l'école  primaire.  Nous avons alors senti la nécessité  d'un  lieu où la formation, l'échange, la recherche nous fourniraient les armes légitimes dont nous avions besoin pour notre combat. »

## Rôle de l’Institut dans la formation des responsables agricoles
L’Institut a formé de nombreux responsables agricoles au niveau départemental, régional et national, principalement ceux du syndicalisme majoritaire.
« Ce sont ainsi des centaines et des centaines de jeunes paysans, qui au fil des années passeront par cette véritable université populaire. »

## Actualité
L’Ifocap dispense aujourd’hui des formations à destination des responsables agricoles en communication, gestion de projet, gestion d’équipe, politiques européennes, géopolitique, connaissance du territoire, etc. L’Institut poursuit son approche pluridisciplinaire dans les formations de longue durée, se donnant pour objectif de développer les compétences de leadership pour un développement durable de l’agriculture et des territoires.
Depuis 2019, son Président est Stéphane Aurousseau, agriculteur dans la Nièvre.
Depuis 2020, son directeur est Laurent Mingam.